# Richard Grenville

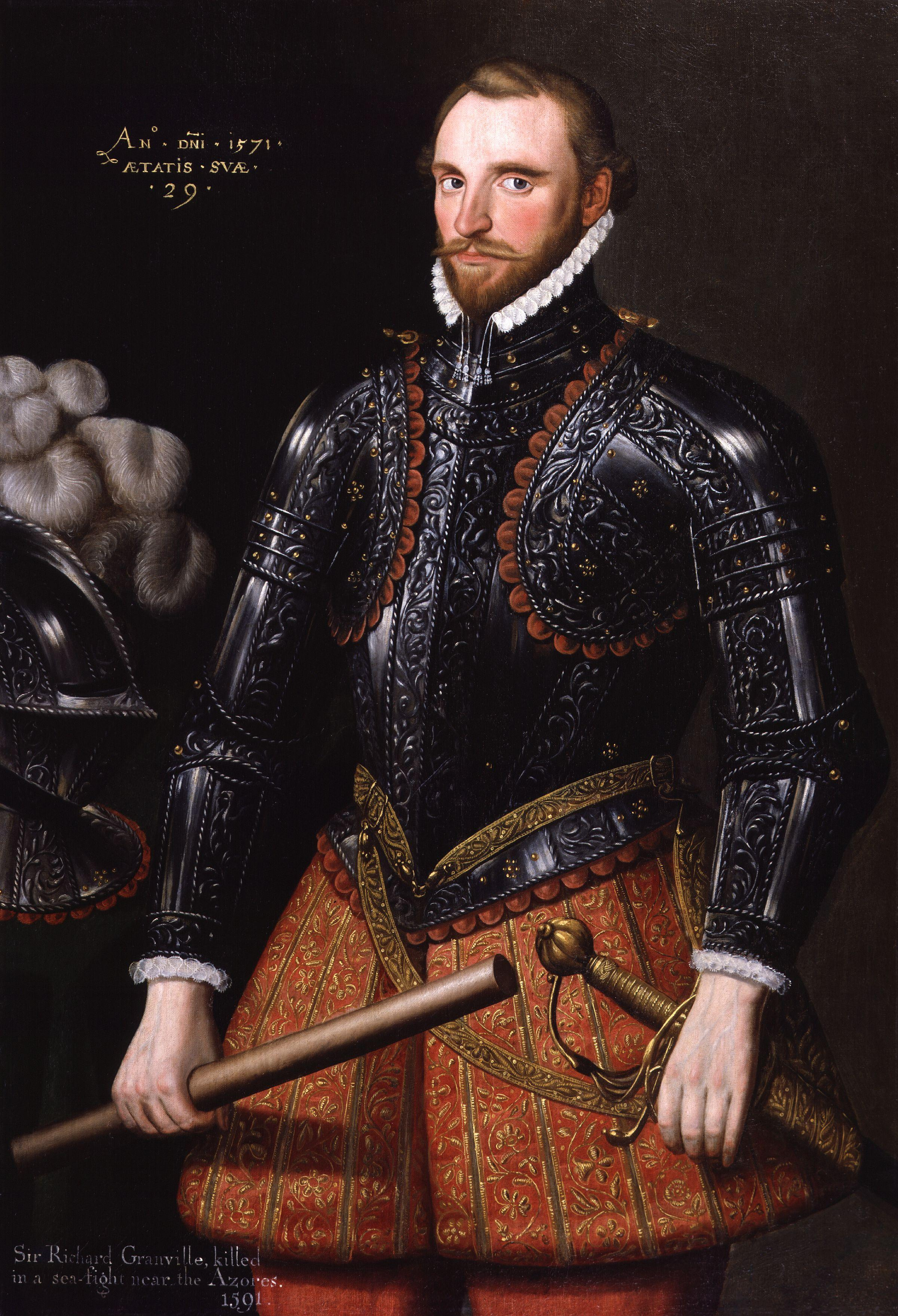
Richard Grenville

Sir Richard Grenville (Clifton House in Devonshire, 6 juni 1542 – nabij Flores (Azoren), 10 september 1591) was een Engelse zeeman, ontdekkingsreiziger en militair tijdens de regering van Elizabeth I van Engeland.

## Biografie
Grenville groeide op in Buckland Abbey in Devonshire. Walter Raleigh en Francis Drake waren zijn neven. Hij studeerde rechten aan de Inner Temple in Londen. In 1562 doodde hij een zekere Robert Bannister bij een handgemeen in Strand, maar hem werd spoedig gratie verleend.
Hij begon een militaire carrière in 1566 met een strijd tegen de Turken in Hongarije. In 1569 ging hij naar Ierland, waar hij Engelse adel militaire hulp verleende bij de kolonisering van land in het zuiden van Ierland. Dat leidde tot opstand van de Ieren (Eerste Desmond Rebellie).
Grenville, op dat moment sheriff van Cork, heulde ondertussen in Engeland samen met de Graaf van Arundel en de Hertog van Norfolk tegen de secretaris van de koningin, Sir William Cecil. In Devonshire bouwde hij de vissersplaats Bideford uit tot een handelshaven en organiseerde zeereizen naar verre landen. Het plan om de wereld via de Straat van Magellan rond te reizen kwam van hem - koningin Elisabeth liet het echter in 1577 door Francis Drake uitvoeren. In 1585 was Grenville admiraal van de vloot, die Engelse kolonisten naar Roanoke Island voor North Carolina bracht. Daarbij liet hij een heel indianendorp uitmoorden, alleen maar omdat een inboorling een kleine zilveren schaal had gestolen. Dit optreden werd door de gouverneur van de kolonie, Ralph Lane, hard bekritiseerd omdat men op een vredig samenleven met de inheemsen aangewezen was. Toen Grenville in 1586 naar de kolonie terugkeerde, bleek deze al opgegeven te zijn; de kolonisten waren met Drake terug gezeild. Op de terugweg naar Engeland plunderde Grenville verschillende plaatsen op de Azoren. Drake weigerde hem een commando bij zijn overval op Cádiz in 1587. In plaats daarvan was Grenville bezig met verbeteringen aan de verdediging van Cornwall en Devonshire met het oog op een verwachte Spaanse invasie. Na de nederlaag van de Spaanse Armada, waarbij Grenville, samen met Walter Raleigh, betrokken was bij patrouilles op zee voor Ierland, ging Grenville weer naar Ierland, waar hij in 1583 bij het neerslaan van de tweede Desmond-Rebellie betrokken was. Daarbij maakte hij zich van een groot stuk grond (ca. 97 km2) bij Kinalmeaky meester. Zijn pogingen tot kolonisering (dat wil zeggen, het vestigen van Engelse boeren) was echter minder succesvol en hij keerde in 1590 naar Engeland terug. Hij nam opnieuw het commando als vice-admiraal op zich onder Thomas Howard, met de opdracht op de Spaanse Zilvervloot bij de Azoren te azen. Zijn vlaggenschip was de Revenge.

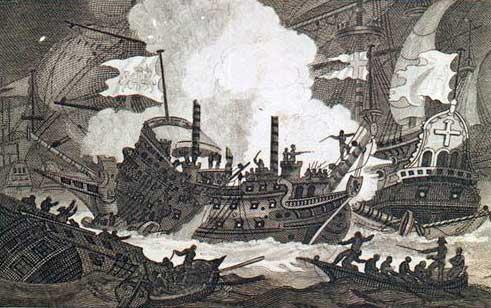
De laatste slag van de Revenge

Hij werd echter in de Slag bij Flores door een Spaanse overmacht van 53 schepen verrast. Terwijl Howard zich terugtrok, hield Grenville de Spanjaarden tegen, hoewel zijn bemanning door ziekte al tot 95 man gereduceerd was. Gedurende de twaalf uur durende slag bracht hij 15 Spaanse galjoenen zware schade toe. Ten slotte wilde hij zijn schip in de lucht laten vliegen, maar de bemanning weigerde en gaf zich over. De gewonde Grenville stierf een paar dagen later. Samen met 16 Spaanse schepen zonk de Revenge korte tijd later in een storm.